# Domain parking
Domain parking constă in inregistrarea unui nume de domeniu pe Internet, fără ca acel domeniu să fie asociat cu niciun serviciu precum e-mail sau un site web. Acest lucru s-ar putea face în vederea rezervării numelui de domeniu pentru o dezvoltare în viitor, si pentru a proteja împotriva unui posibil cybersquatting. Din moment ce registratorul de nume de domeniu va seta nume de server pentru domeniu, registratorul sau  revânzător este cel care poate să foloseasca domeniul, mai degrabă decât înregistratorul final.
Domain parking poate fi clasificat ca monetizat sau non-monetizat. În primul caz, reclamele sunt vizibile pentru vizitatori, si domeniul este “monetizat”. In cazul celei din urma, un mesaj de genul „În curs de construcție” sau „În curând” poate sau nu sa fie pus pe domeniu, de către registrator sau de revanzator. Acesta este un site web cu o singură pagină pe care oamenii îl văd atunci când introduc numele domeniului sau urmează un link într-un browser.Numele de domenii pot si parcate inainte ca un site web sa fie gata de lansare. 

## Monetizarea pentru Parked domain
Termenul "domain parking" se poate referi, de asemenea, la o practică publicitară, mai precis numită „monetizare pentru parked domain”, utilizată în principal de registratorul de nume de domeniu și de editorii de publicitate pe internet pentru a genera bani trafic de introducere care vizitează un nume de domeniu parcat, „subdezvoltat” sau neutilizat. Numele de domeniu se va rezuma de obicei la o pagină web care conține liste de publicitate și linkuri. Aceste link-uri vor fi tagetate către interesele prezise ale vizitatorului și se pot schimba dynamic, pe baza rezultatelor obtinute in urma clicurilor date de vizitatori. De obicei, titularul domeniului este plătit în funcție de câte link-uri au fost vizitate (de exemplu plată pe clic) și de cât de benefice au fost aceste vizite. Cuvintele cheie pentru un anumit nume de domeniu oferă indicii cu privire la intenția vizitatorului înainte de a ajunge sa dea clic. O altă utilizare a domain parking este de a fi un înlocuitor pentru un site web deja existent. Deținătorul domeniului ar putea sa aleaga, de asemenea, să redirecționeze un domeniu către un alt site web pe care l-a înregistrat, fie prin redirecționare URL, prin domain cloaking, fie arătând domain parkingul ca pe un alias al domeniului principal, deși, dacă acest lucru este realizat de către cel mai bun înregistrator, domeniul este apoi utilizat, mai degrabă decât parcat. 
Domeniile expirate care inainte au fost site-uri web sunt, si ele, căutate pentru monetizare pentru parked domain. Un domeniu care a fost utilizat ca site web și care este permis să expire va menține în continuare majoritatea linkurilor sale de intrare anterioare. Aceste tipuri de domenii atrag, de obicei, cea mai mare cantitate de trafic de vizitatori la început, după ce au fost revendicate din listele de domain drop. Pe măsură ce operatorii de site-uri web și motoarele de căutare încep să elimine vechile link-uri de intrare, traficul către domeniul parcat va începe să scadă. Procesul de reînregistrare a numelor expirate este cunoscut sub numele dropcatching și diverse registre de nume de domeniu au opinii diferite asupra acestuia.
În domeniile cu implementare „cu un singur clic”, nu este necesar un clic pe un cuvânt cheie pentru a genera venituri din publicitate. Anunturile sunt targetate în funcție de numele domeniului. Domeniile care au implementări “cu două clicuri” necesită un clic pe un cuvant cheie sau o căutare pentru acel cuvant cheie pentru a genera venituri din publicitate.
Există mai multe companii care răspund în mod activ deținătorilor de nume de domeniu și acționează ca intermediari pentru a difuza reclame pe paginile de parcare .Paginile de parcare sunt raspandite automat pe proprietatea web a unui deținător de domeniu, fie în momentul în care schimba numele serverului, sau cand redirectioneaza adresa URL. 